# Gare de Stalden-Saas
La gare de Stalden-Saas est une gare ferroviaire située sur le territoire de la commune suisse de Stalden dans le canton du Valais.

## Situation ferroviaire
Établie à 799,4 mètres d'altitude, la gare de Stalden-Saas est située au point kilométrique 27,72 de la ligne Brigue-Viège-Zermatt.
Elle est dotée de deux voies entourées par deux quais latéraux.

## Histoire
Les travaux de la liaison ferroviaire de Viège à Zermatt ont démarré le 17 novembre 1888. La gare de Stalden-Saas a été mise en service en juillet 1891,.

## Service des voyageurs

### Accueil
Gare des MGB, elle est dotée d'un bâtiment voyageurs et d'un distributeur automatique de titres de transport.
La gare est partiellement accessible aux personnes à mobilité réduite,.

### Desserte
La gare est desservie deux fois par heure et par sens par les trains Regio des MGB reliant Zermatt à Viège et prolongés une fois par heure jusqu'à Fiesch.
- R : Zermatt - Täsch - Saint-Nicolas - Stalden-Saas - Viège (- Brig Bahnhofplatz - Betten Talstation - Fiesch)

### Intermodalité
La gare de Stalden-Saas est en correspondance à l'arrêt « Stalden-Saas, Bahnhof » avec trois lignes interurbaines exploitées par l'entreprise CarPostal. On retrouve les lignes no 511, aussi appelée Saas-Fee Linie (« ligne de Saas-Fee »), reliant la gare de Brigue à la vallée de Saas et la station de sports d'hiver de Saas-Fee via Viège, no 518, aussi appelée Törbel – Moosalp Linie (« ligne de Törbel – Moosalp »), reliant la gare de Stalden-Saas à Törbel et prolongée au Moosalp en été et no 552 reliant Viège à Grächen.
Elle est également en correspondance avec le téléphérique Stalden-Saas - Staldenried, premier tronçon d'une chaîne de deux téléphériques donnant accès au village sans voiture Gspon.

Intermodalité en gare de Stalden-Saas
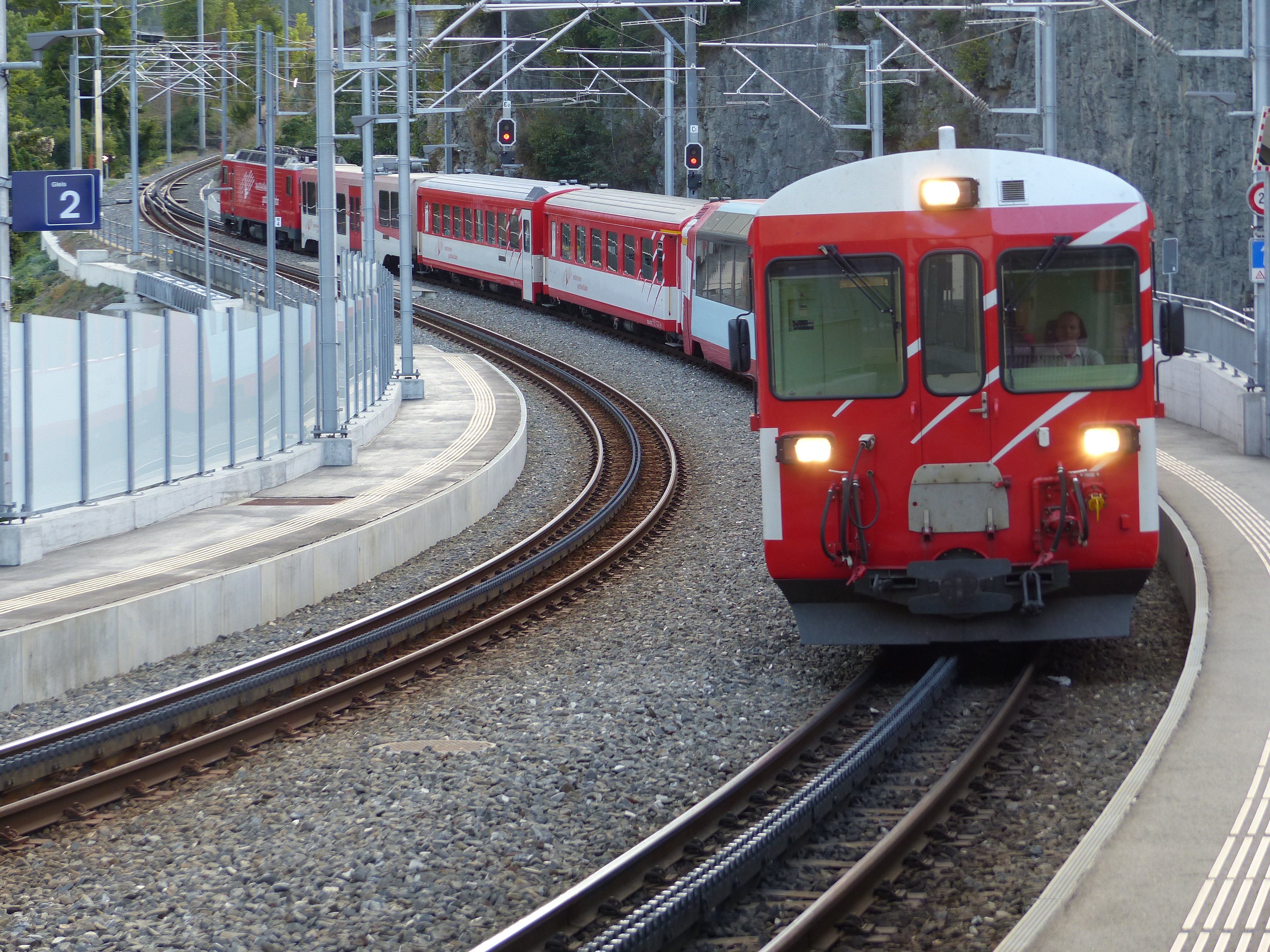
Train des MGB traversant la gare.
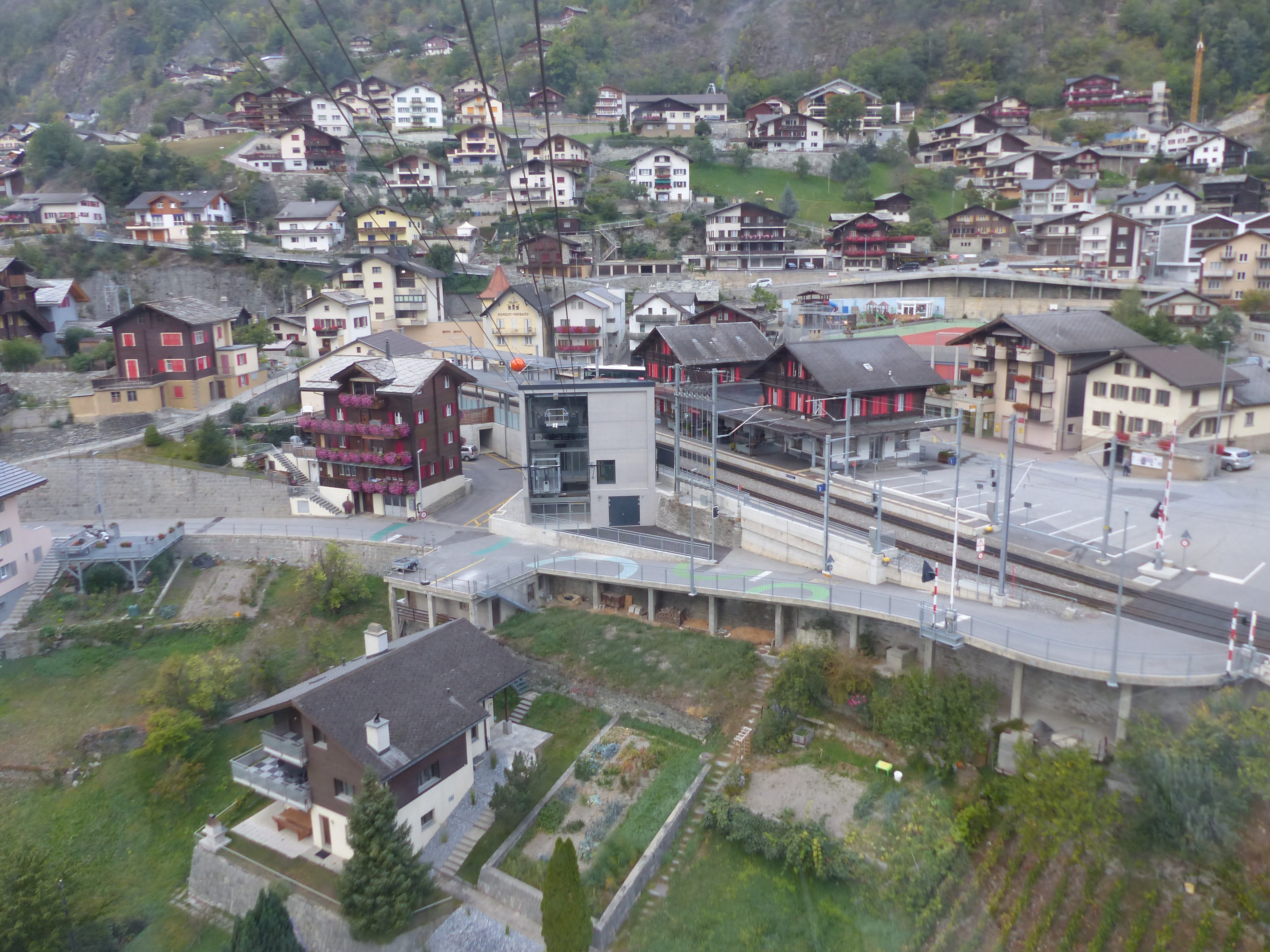
La gare de Stalden-Saas et la gare aval du téléphérique Stalden-Saas - Staldenried vues depuis ce même appareil.